# ذهب نوردي

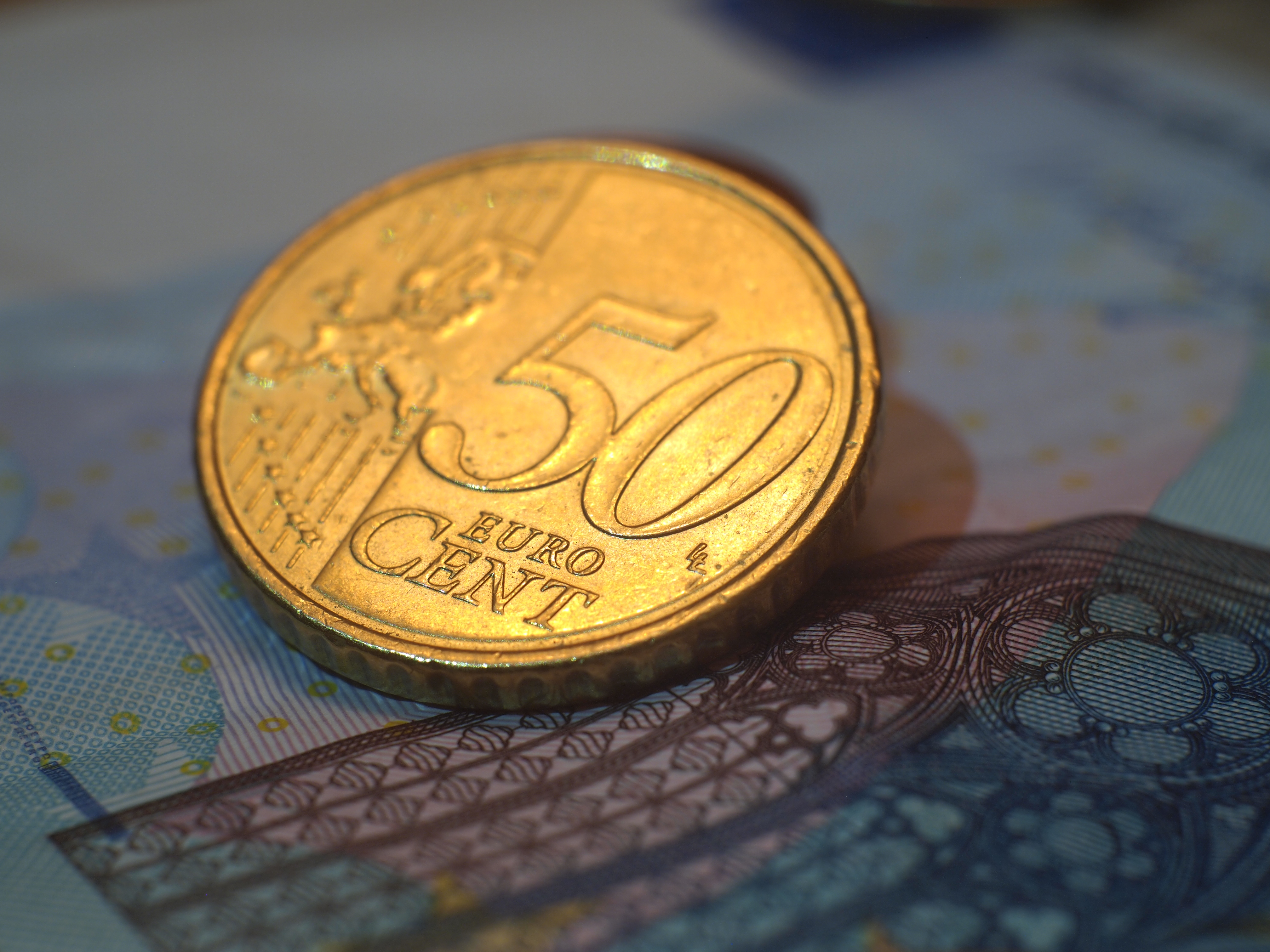
نقود 50 سنتيم يورو مصنوعة من الذهب النوردي.

الذهب النوردي (بالسويدية: nordiskt guld) هو سبيكة نحاس ذهبية اللون وتصنع منها عده نقود، ومن ابرزها اليورو 50 و20 و10. وفي السويد نقود 5 و 10 كرونة. وفي بولندا 2 زلوتي. وتتكون السبيكة من 89% نحاس و 5% ألمنيوم و 5% زنك و 1% قصدير.
كونها سبيكة نحاسية، لا تحتوي على ذهب. لونها ووزنها على عكس الذهب الخالص. لا تسبب الحساسية. ومن مزاياها الأخرى مضاد فطري، ومضادات الميكروبات الضعيفة (خاصة بعد التآكل) ومقاومته لفقد اللمعان. تمت دراسته لتطبيقاته في المستشفيات المضادة للميكروبات.
تم تطوير الذهب النوردي بواسطة ماريان ساندبيرغ أثناء عملها في شركة المعادن الفنلندية اوتوكومبو. يقول البنك المركزي الأوروبي أن السبيكة «يصعب صهرها وتستخدم حصريًا للعملات المعدنية».

## الخصائص
بالمقارنة مع معدن النحاس التجاري، فإن الذهب النوردي لديه حبيبات أصغر بكثير. وتتشكيل مادة أكسيد رقيقة بعد تلميعه. تحتوي طبقة التخميل هذه على أكسيد النحاس الأحادي، والتي تواجه الخارج، يليها أكسيد الزنك وأكسيد القصدير الرباعي وأكسيد الألومنيوم أقرب إلى طبقة السبيكة الأساسية. الثلاثة الأخيرة تمتلك خصائص حاجز.
تمت دراسة خصائص السبيكة المضادة للميكروبات في عام 2014 لأنها أظهرت نتائج واعدة للاستخدام في المستشفيات للمساعدة في منع عدوى بكتيريا المكورات الذهبية المقاومة للمثسلين. كان الوصف الكامل إلى حد ما لخصائصه الكهروكيميائية إحدى النتائج.